# Valerianella discoidea
Valerianella discoidea é uma espécie de planta com flor pertencente à família Valerianaceae. 
A autoridade científica da espécie é (L.) Loisel., tendo sido publicada em Not. Fl. France 148 (1810).

## Portugal
Trata-se de uma espécie presente no território português, nomeadamente em Portugal Continental.
Em termos de naturalidade é nativa da região atrás indicada.

## Protecção
Não se encontra protegida por legislação portuguesa ou da Comunidade Europeia.